# محمد الجبرتي
محمد بن شريف بن عبيد الله الجبرتي السلمي شاعر محاورة سعودي، ولد بقرية الظبية في وادي ستارة سنة 1310هـ تقريبا على طريق الهجرة بين مكة والمدينة ونشأ في ديار قومه بني سليم.

## مسيرته
اسمه محمد شريف بن عبيد الله الجبرتي السلمي، ولد بقرية الظبية التابعة لديار بني سليم وتقع على طريق مكة المكرمة – المدينة المنورة السريع. وليس هناك تاريخ محدد لولادته ولكنه  أحاط بأحداث في حكومات سابقة ويقارب عمره 105 سنة تقريبا حين توفي أي ما يقارب 1309هـ - 1889.

## نشأته
نشأ الجبرتي في كنف والديه حتى اختارهما الله وكان عمره أربعة عشر عام. وبعد ذلك تحمل مسؤولية نفسه في زمن قاس فأستهل برعي الغنم فترة من الزمن، إلا أن موهبة الشعر طغت عليه فتفرغ لذلك، تزوج وعمره عشرون عامًا تقريبا عاش متنقلا كعادة البادية إلى أن استقر به المقام في الجموم وهي بلدة تبعد عشرين كيلوا عن مكة الكرمة.

## شهرته
إن الفترة التي عاشها الجبرتي  في ديار بني سليم تعتبر من أزهى أيامه ففي تلك الفترة كان شابا يتدفق حيوية ونشاط، وكان شعره قويا كشبابه وهذه المرحلة تعتبر اثبات وجود لا سيما أن قبيلة بني سليم من أشهر القبائل في الشعر قديما وحديثا، فهناك وجد شعراء يفهمهم ويفهمونه، فبين كل فخذ وأخر مواقف ومناسبات ومعاني بحكم التجاور والحدود والأملاك وغير ذلك. وكل شاعر يعتبر لسان قومه في كل محفل ومناسبة. فجاء الجبرتي جديدا في معانيه متنوعا في ألحانه وطروقه، فسطع نجمه وعلت مرتبته بين شعراء قبيلته، فمن الشعراء الذين التقى بهم في قبيلة بني سليم كل من زراق بن نفاع الخضيري وأخيه خضر، وراضي بن عبد الكريم الخضيري وعوض الله بن حميد السلمي «أبو مشعاب» وغيرهم من الشعراء.
بعد ذلك أخذت شهرته تزداد شيئا فشيئا وتعدت حدود قبيلته إلى القبائل المجاورة كقبيلة حرب المعروفة حيث التقى بالعديد من شعرائها منهم حميد بن مبيرك القريقري الحربي أحد اعيان قبيلة زبيد من حرب وغيره.
بعد ذلك اتجه الجبرتي إلى برنامج البادية الذي كان يقدمه مطلق مخلد الذيابي ثم محمد بن شلاح المطيري وقد أخذ اسمه يتردد بين عشاق المحاورات في أرجاء المملكة حيث ساهم في اتساع دائرة الشهرة للجبرتي فأصبح معروفا على مستوى المملكة ثم الخليج.
بعد ذلك سكن الجموم بالقرب من مكة والتقى بشعراء المدن التي يختلف معانيهم وطر قهم عن شعراء البادية فقابل كلا من مستور العصيمي ومطلق الثبيتي وخلف بن هذال وهلال السيالي ومحمد بن تويم الثبيتي وغيرهم من شعراء مكة وجدة والطائف فزادت شهرته وسطع نجمه في المدن مثلما سطع في البادية.

## وفاته
توفي الجبرتي في مساء يوم الأحد الموافق 17-4-1414هـ- 16-9-1993 في منزله بوادي فاطمة الجموم وقد فقدت الأوساط الشعبية بوفاته شاعرا فريدا أثرى ساحة شعر الرد بأجود الأبيات التي أصبحت أمثالا يرددها معظم محبي الشعر الشعبي.

## روابط أخرى
- الموّال دخيل على المحاورة وأصبح جزءاً منها